# Lovaina
 (septembre 2020).
Si vous disposez d'ouvrages ou d'articles de référence ou si vous connaissez des sites web de qualité traitant du thème abordé ici, merci de compléter l'article en donnant les références utiles à sa vérifiabilité et en les liant à la section « Notes et références ».
Lovaina est le nom d'un quartier de Vitoria-Gasteiz en Pays basque dans la province d'Alava (Espagne).
Il est un des quartiers centraux de la ville. On trouve ici le siège de la Députation Forale d'Alava (Gouvernement basque), la Hacienda Foral, le siège des cours, et la nouvelle Cathédrale de Vitoria-Gasteiz. C'est aussi une zone avec pas mal de commerces et certains des hôtels des plus importants de la ville.

## Situation
Il se situe au sud-ouest du Vieux Quartier et à l'ouest de Zabalgunea, une zone de jardin du Parc de la Floride faisant la transition entre Lovaina et Zabalgunea. Par l'ouest sa limite est marquée par l'Avenue de Gasteiz qui le sépare du quartier de San Martin, par le nord la Calle Béat Tomás de Zumárraga qui le sépare du quartier de Koroatzea et par le sud les voies ferrées le séparent de Mendizorrotza.

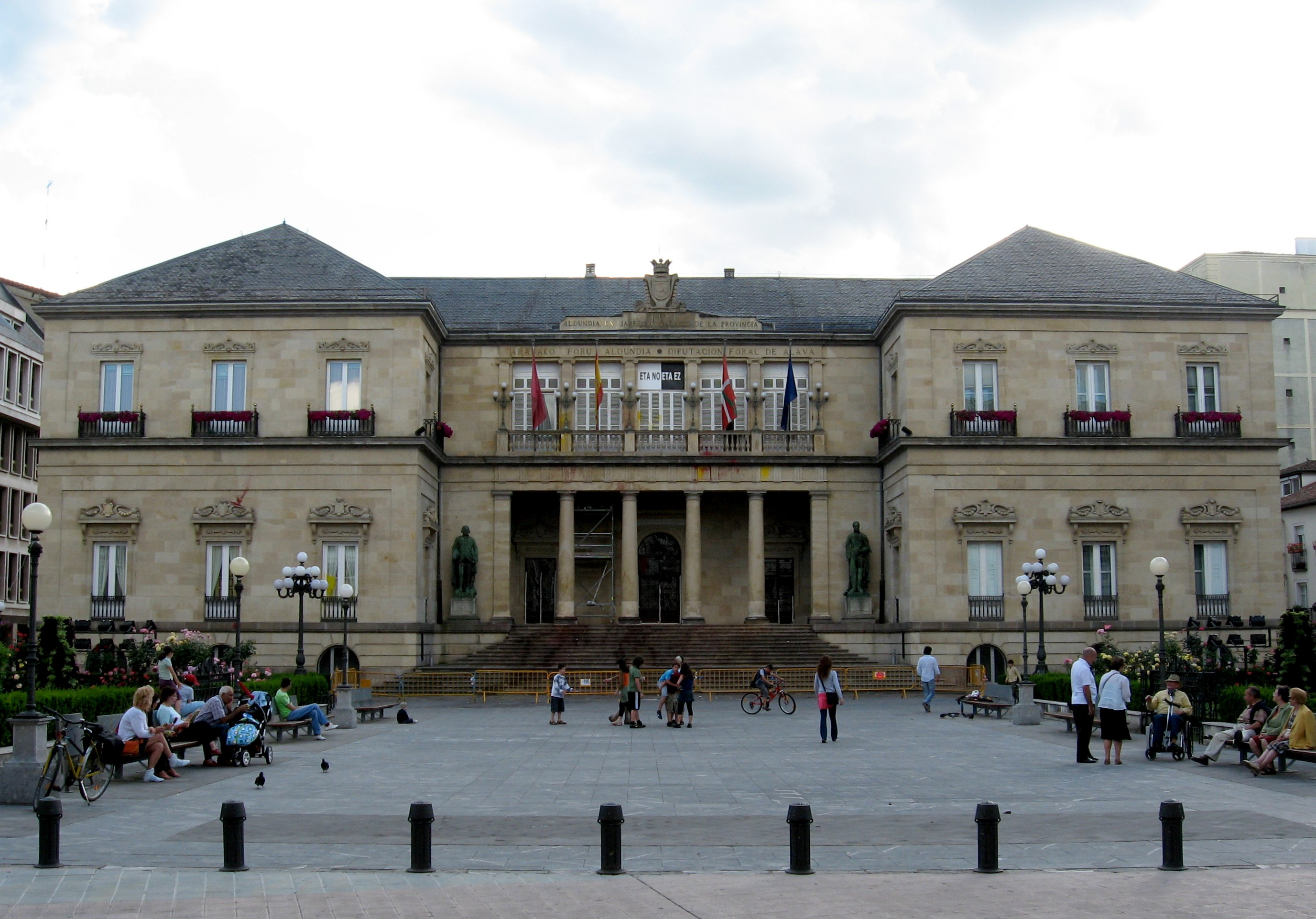
Palais de la Députation forale d'Alava

## Histoire
Contrairement à d'autres quartiers qui ont été construits plus ou moins dans une même période historique, ce quartier a été construit dans des phases très différentes.
Cette zone a commencé à être urbanisée dans la décennie de 1820 pendant le triennat libéral avec l'ouverture de la rue Prado et du Portail de Castille. On a créé le Parc de la Florida, situé actuellement dans la limite entre ce quartier et l'Ensanche, qui s'est transformé en lieu de promenade de la ville. Après la fin la Première Guerre Carliste on a repris l'activité construction avec l'extension de la Florida, l'ouverture de la rue Becerro de Bengoa.
En 1858 se terminait la construction du Palais de la Députation. Pendant la décennie 1950 on a entamé l'extension vers l'ouest de la ville qui constituera le cœur du quartier de Lovaina avec les rues de Sanche le Savant et Ramiro de Maeztu.

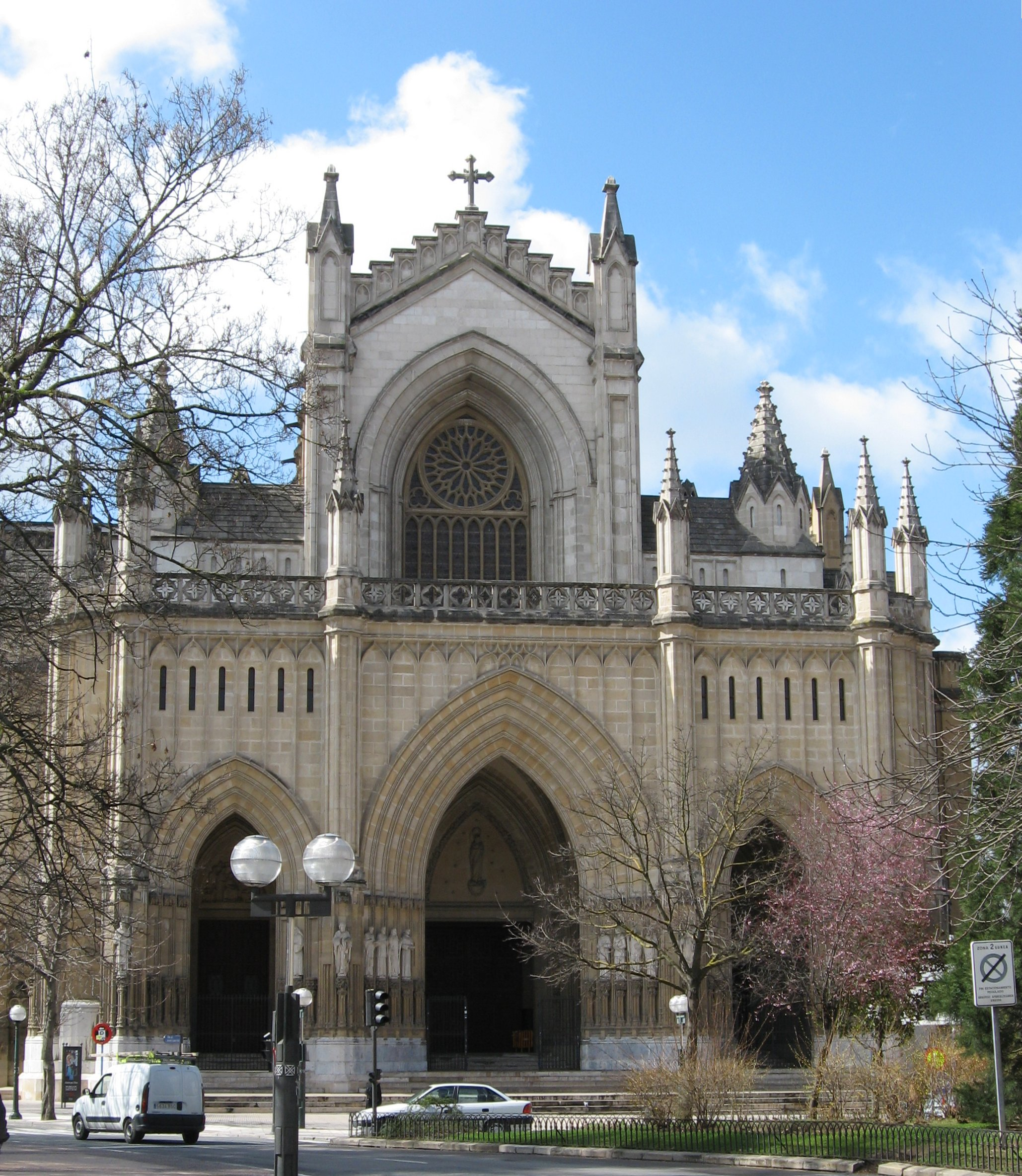
Nouvelle Cathédrale de Vitoria

Le quartier est articulé autour d'une place centrale dans laquelle confluent six rues, Sancho le Sabio, Ramiro de Maeztu, Adriano VI, Madre Vedruna, Luis Heinz et de la Madeleine. Cette place a été baptisée Plaza de Lovaina le 8 août 1960.
La concession du nom de cette localité belge (Louvain) à la place et le nom d'une des rues qui confluent en elle sont liés à la figure du néerlandais Adrien VI, qui était le dernier pape non italien de l'Église catholique romaine jusqu'à l'élection de Jean-Paul II. Adrien VI était logé dans la Casa du Cordón en 1523 comme gouverneur de Castille en l'absence du roi Carlos I d'Espagne qui se trouvait combattant dans l'emplacement de Fontarrabie, quand on lui a communiqué son élection comme pape. Vitoria-Gasteiz a été, par conséquent, la première ville où Adrien VI a exercé comme pape. Ce fait, celui d'avoir servi de résidence temporaire à un pape, avant son départ vers l'Italie, a été un motif de fierté historique dans la ville. À l'occasion du Ve Centenaire de la naissance du pape néerlandais, on a décidé de donner le nom de Louvain à une place, parce qu'au moment de l'élection d'Adrien VI, aux charges de gouverneur de Castille et évêque de Tortosa, s'ajoutait celui de vice-chancelier de l'Université catholique de Louvain.

## Édifices importants
Dans la zone de transition entre le quartier de Lovaina et Zabalgunea, avec le Parc de la Florida, on trouve certains des bâtiments les plus emblématiques du quartier, comme la nouvelle cathédrale construite pendant le XXe siècle de style néogothique. Un autre bâtiment singulier situé dans la même zone est la pompe à essence de Goya, qui a été construit en 1935 dans la zone située entre le Parc de la Florida et la Nouvelle Cathédrale. Il s'agit d'un bâtiment intéressant qui adapte sa structure à la fonction du bâtiment avec des poutres qui permettent le passage les véhicules, les pentes et vitres horizontales, qui profitent de nouveaux matériaux de construction comme le béton.
Dans la zone de la rue Sanche dit Le Sage on a construit après la Guerre Civile des ensembles de logements qui imitaient le style de l'architecture impériale des Austrias.

## Rues du quartier
- Adriano VI
- Aranzábal
- Bastiturri
- Beato Tomás de Zumárraga
- Ricardo Becerro de Bengoa
- Carmelo Bernaola
- Castilla
- Cercas Bajas, Calle
- Diputación Foral de Álava
- Félix María de Samaniego
- Fundadora de las Siervas de Jesús
- Gasteiz
- General Loma
- Gorbea
- José Joaquín de Landázuri
- La Florida
- La Senda
- Lascaray
- Lovaina
- Luis Heintz, Calle de
- Koldo Mitxelena
- Magdalena
- Joaquina de Vedruna
- Micaela Josefa Portilla
- Música
- Prado
- Provincia
- Ramiro de Maeztu
- Ricardo Buesa
- Sanche VI de Navarre,
- Ramón y Cajal
- Vicenta Moguel
- Vicente Goicoechea

## Transports
La majeure partie des lignes urbaines de TUVISA ont des arrêts Cathédrale.
| ligne | Nom                         | Destination Aller | Destination Retour | Arrêt dans le quartier   |
| ----- | --------------------------- | ----------------- | ------------------ | ------------------------ |
|       | Tramway de Vitoria. Ligne 1 | Arrêt Terminal    | Ibaiondo           | Lovaina, Sancho el Sabio |
|       | Tramway de Vitoria Ligne 2. | Arrêt Terminal    | Abetxuko           | Lovaina, Sancho el Sabio |